# Les Confessions (film)
Pour les articles homonymes, voir Les Confessions.
Pour plus de détails, voir Fiche technique et Distribution.
Les Confessions (Le confessioni) est un film italien réalisé par Roberto Andò, sorti en 2016.

## Synopsis
En Allemagne (Heiligendamm), les négociations du G8 se déroulent dans un hôtel de luxe où les économistes les plus importants et les dirigeants politiques, réunis par le patron du FMI Daniel Roché, négocient les mesures primordiales à leurs yeux qu'ils voudraient voir adoptées pour résoudre la crise économique qu'elles que soient les conséquences humaines. Ce qu'ils appellent "la création destructrice". En plus des ministres, des spécialistes économiques et du directeur du FMI, trois invités se distinguent : une célèbre écrivaine de livres pour enfants, une rock star et un moine cartusien (Chartreux) italien, Roberto Salus. Ce dernier est convoqué par Roché qui souhaite se confesser. Mais au lendemain de ses confessions, Roché est retrouvé mort. La réunion est interrompue par son décès mystérieux. Interrogé par les autorités et les dirigeants politiques, Salus, le dernier homme à avoir vu Roché vivant, refuse de rompre le secret de la confession et de dévoiler le contenu de ses entretiens avec le patron du FMI.

## Fiche technique
- Titre français : Les Confessions
- Réalisation : Roberto Andò
- Scénario : Roberto Andò et Angelo Pasquini
- Pays de production : Italie
- Format : Couleurs - 35 mm - 2,35:1
- Genre : drame, thriller
- Durée : 103 minutes
- Date de sortie :
  - Italie : 21 avril 2016
  - France : 25 janvier 2017

## Distribution
- Toni Servillo : Roberto Salus
- Daniel Auteuil : Daniel Roché
- Pierfrancesco Favino : ministre italien
- Moritz Bleibtreu : Mark Klein
- Connie Nielsen : Claire Seth
- Marie-Josée Croze : ministre canadienne
- Lambert Wilson : l'ami de Roché
- Richard Sammel : ministre allemand
- Johan Heldenbergh : Michael Wintzl
- Togo Igawa : ministre japonais
- Alexeï Gouskov : ministre russe
- Stéphane Freiss : ministre français
- Julian Ovenden : Matthew Price
- John Keogh : ministre américain
- Andy de la Tour : ministre britannique

## Prix
- Prix du jury œcuménique du Festival international du film de Karlovy Vary.
- Prix David di Donatello 2017

meilleur acteur principal : Toni Servillo ; meilleur acteur dans un second rôle : Pierfrancesco Favino ; meilleur directeur de la photographie : Maurizio Calvesi ; meilleur producteur : Angelo Barbagallo, BiBi Film